# Unité urbaine de Saint-Xandre
L'unité urbaine de Saint-Xandre est une unité urbaine française constituée par la commune de Saint-Xandre, petite ville de la deuxième couronne périurbaine de l'aire d'attraction de La Rochelle, située dans le nord-ouest de la Charente-Maritime.

## Données générales
En 2020, l'INSEE a procédé à une redéfinition des zonages des unités urbaines de la France; celle de Saint-Xandre est demeurée inchangée et forme donc une ville isolée selon la nomenclature de l'Insee qui lui a donné le code 17129.
C'est au recensement de 1982 que Saint-Xandre a été catégorisée comme unité urbaine; elle comptait alors 2 987 habitants.
En 2021, avec 5 384 habitants, elle constitue la 12e unité urbaine de Charente-Maritime et appartient à la catégorie des unités urbaines de 5 000 à 9 999 habitants.
Sa densité de population qui s'élève à 405 hab/km² en 2021 en fait une des unités urbaines les plus densément peuplées de la Charente-Maritime.

## Délimitation de l'unité urbaine de 2020
Unité urbaine de Saint-Xandre dans la délimitation de 2020 et population municipale de 2021
| Commune urbaine | Superficie | Population | Densité de population | Statut       |
| --------------- | ---------- | ---------- | --------------------- | ------------ |
| Saint-Xandre    | 13,29 km²  | 5 384 hab. | 405 hab/km²           | Ville isolée |

## Sources et références
1. ↑  Composition de l'unité urbaine de Saint-Xandre en 2020 - Source : Insee